# Grover Cleveland

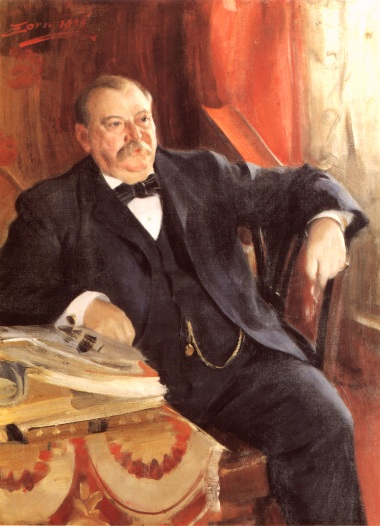
President Grover Cleveland, oljemålning av Anders Zorn från 1899.

Grover Cleveland, född 18 mars 1837 i Caldwell i New Jersey, död 24 juni 1908 i Princeton i New Jersey, var en amerikansk politiker (demokrat), som var USA:s president åren 1885–1889 samt 1893–1897. Han var USA:s 22:a och 24:e president.
Före presidentskapet hade han varit borgmästare i Buffalo under år 1882 och guvernör i delstaten New York åren 1883–1885. Han är, tillsammans med Donald Trump, en av två presidenter som har haft ämbetet två separata mandatperioder.   

## Karriär
Cleveland valdes 1881 till staden Buffalos borgmästare under mottot "Ett allmänt ämbete är ett allmänt förtroende". Han var borgmästare från januari till november 1882. I januari 1883 tillträdde Cleveland som guvernör i New York, vilket var en av de få delstater i norr där de djupt utskämda demokraterna hade en stabil politisk bas efter det förödmjukande nederlaget i amerikanska inbördeskriget.
Efter en rad tidigare valskandaler och över 25 års republikansk dominans i Vita huset valdes Cleveland till USA:s president i presidentvalet 1884, då han besegrade republikanernas presidentkandidat James G. Blaine. Han vann valet i tider av utbredd korruption och åtnjöt popularitet för sin "omutliga" och hederliga profil. Som "Bourbondemokrat" var han starkt konservativ i såväl ekonomiska som sociala frågor och propagerade för tullfrihet, ett löfte han delvis kunde fullfölja.
Han misslyckades i sitt försök att bli omvald i presidentvalet 1888 trots att han erhållit en knapp majoritet av rösterna, vilket var det senaste fallet av liknande art fram till George W. Bushs seger över Al Gore i presidentvalet 2000 och Donald Trumps seger över Hillary Clinton i presidentvalet 2016. 
Republikanernas försök att lösa de problem som Cleveland åtagit sig visade sig emellertid föga framgångsrika, och med ett fast grepp om partiet besegrade Cleveland den sittande presidenten Benjamin Harrison i presidentvalet 1892. Han avstod att kandidera en fjärde gång 1896, varpå demokraterna och den blott 36-årige William Jennings Bryan trots ett relativt gott resultat förlorade regeringsmakten till den erfarne republikanen William McKinley.
År 1895 initierade Cleveland skiljedomsförhandlingar som så småningom löste en territoriell dispyt med Storbritannien om Venezuelas gränser.
Cleveland är en av få amerikanska ledare som varit ungkarl under sin presidenttid och den ende som har gift sig under sin tid i Vita huset – den 2 juni 1886 med Frances Folsom. Innan de gifte sig var hans syster, Rose Cleveland, USA:s första dam och Vita husets värdinna. Han är en av de mest fysiskt imponerande presidenterna och en av ett fåtal som dödat någon personligen, då han under sin tid som sheriff i Buffalo hängde två brottslingar.

## Utnämningar tillHögsta domstolen

### Första mandatperioden
- Lucius Q.C. Lamar, 1888
- Melville W. Fuller, 1888 (Chefsdomare)

### Andra mandatperioden
- Edward D. White, 1894
- Rufus W. Peckham, 1896